# 千葉東金道路
千葉東金道路（日语：／ Chiba-Tōgane dōro */?）是東日本高速公路所管理的收費道路及地域高規格道路（一般國道126號快速道路），自千葉縣千葉市中央區的京葉道路千葉東系統交流道分歧，至千葉縣東金市。高速公路路線編號為 E82 。
道路交通廣播多以「東金收費（東金有料／とうがねゆうりょう）」和「東金道」來稱呼此公路。

## 概要
由東日本高速公路管理的一般收費道路，同時被賦予全國路線網的位置。1994年12月16日時被指定為地域高規格道路的計画路線。
1998年通車的二期區間中，東金交流道至松尾橫芝交流道雖然是千葉東金道路的延長，但事實上為首都圈中央連絡自動車道的一部分。
圈央道的東金交流道 - 木更津系統交流道間當初是以千葉東金道路的三期計畫為名義所決定，但在2000年7月3日時事業計畫變更，加入東京灣跨海公路、東京灣跨海公路聯絡道，將事業名改為東京灣橫斷・木更津東金道路。
在日本道路公團管理時代，1988年以後京葉道路與本路線合為一體，採用相關道路聯營制（関連道路プール制，通稱千葉聯營路線（千葉プール路線））進行償還。2000年7月時隨著上述事業計畫的變更，加入東京灣跨海公路、東京灣跨海公路聯絡道，成為4路線的聯營制。另外，千葉聯營路線隨著道路公團民營化，亦被編入全國路線網。
2013年4月27日圈央道東金交流道 - 木更津東交流道間通車，除了二期區間的道路名變更為圈央道，各交流道的編號亦被替換為圏央道的編號。

### 路線資料
一期
- 起點：千葉縣東金市山田
- 終點：千葉縣千葉市中央區星久喜町
- 長度：16.1公里
- 行車線：4條
- 速限：80km/h

## 交流道
- 全區間皆在千葉縣。
- 目前僅記載營業路線名為「千葉東金道路」的一期区間（千葉東系統交流道 - 東金交流道）。
- 二期区間（千葉東金道路、東金交流道 - 松尾横芝交流道）、三期区間（東京湾橫斷・木更津東金道路、東金交流道 - 木更津系統交流道）則請參考圏央道。

| 交流道 編號 | 設施名           | 連接路線名                      | 距起點 (公里) | 備考                    | 所在地 | 所在地 |
| ----------- | ---------------- | ------------------------------- | ------------- | ----------------------- | ------ | ------ |
| 10          | 千葉東系統交流道 | E14 京葉道路                    | 0.0           |                         | 千葉市 | 中央區 |
| 1           | 千葉東交流道     | 國道16號（千葉繞道）            | 0.0           | 東金方向出入口          | 千葉市 | 中央區 |
| 2           | 大宮交流道       | 市道→千葉外房收費道路平山交流道 | 3.2           |                         | 千葉市 | 若葉區 |
| 3           | 高田交流道       | 市道                            | 7.5           |                         | 千葉市 | 綠区   |
| -           | 野呂停車區       |                                 | 8.7           |                         | 千葉市 | 若葉区 |
| 4           | 中野交流道       | 千葉縣道129号譽田停車場中野線   | 11.4          |                         | 千葉市 | 若葉区 |
| 5           | 山田交流道       | 千葉縣道83号山田台大網白里線    | 13.9          | 千葉東方向出入口        | 東金市 | 東金市 |
| 5-1         | 東金系統交流道   | C4 首都圈中央聯絡自動車道       | 16.1          | 圈央道的交流道編號為100 | 東金市 | 東金市 |
| 6           | 東金交流道       | 国道126号                       | 16.1          | 圏央道的交流道編號為101 | 東金市 | 東金市 |

## 歷史
- 1979年3月8日：一期区間 通車。
- 1998年3月30日：二期区間（現・首都圈中央聯絡自動車道） 通車[5]。
- 2013年4月27日：隨著圈央道東金系統交流道 - 木更津東交流道間通車，二期区間編入圈央道。

## 路線狀況

### 交通量
24小時交通量（台）　道路交通調查
| 区間                            | 平成17（2005）年度 | 平成22（2010）年度 | 平成27（2015）年度 |
| ------------------------------- | ------------------ | ------------------ | ------------------ |
| 千葉東系統交流道 - 千葉東交流道 | 48,415             | 38,984             | 36,379             |
| 千葉東交流道 - 大宮交流道       | 48,415             | 51,551             | 47,375             |
| 大宮交流道 - 高田交流道         | 40,741             | 41,252             | 38,321             |
| 高田交流道 - 中野交流道         | 38,999             | 40,561             | 37,898             |
| 中野交流道 - 山田交流道         | 34,842             | 37,500             | 35,380             |
| 山田交流道 - 東金系統交流道     | 27,353             | 30,299             | 28,729             |

（來源：「平成22年度道路交通調砸（页面存档备份，存于）」・「平成27年度全国道路・街路交通情勢調査（页面存档备份，存于）」（自国土交通省網頁摘取資料作成）

## 地理

### 通過自治體
- 千葉縣
  - 千葉市中央区 - 千葉市若葉區 - 千葉市綠區 - 千葉市若葉區 - 千葉市綠區 - 千葉市若葉區 - 東金市

## 來源
1. ↑  「高速道路ナンバリングの導入について」（平成29年２月14日付け国道企第55号） （页面存档备份，存于）、国土交通省道路局長通知、2017年2月14日
2. ↑   (PDF).   [2018-06-29]. （原始内容存档 (PDF)于2018-06-30）.
3. ↑  .   [2018-06-29]. （原始内容存档于2018-10-05）.
4. ↑  .   [2018-06-29]. （原始内容存档于2018-06-30）.
5. ↑  . 千葉日報 (千葉日報社). 1998-03-31.

## 相關項目
- 地域高規格道路列表
- 日本高速公路列表
- 關東地方道路列表

## 外部連結
- 東日本高速道路株式會社（页面存档备份，存于）
  - e-NEXCOドライブプラザ 高速料金検索（页面存档备份，存于）